# Kadambini Ganguly
Kadambini Ganguly (født 18. juli 1861, død 3. oktober 1923) var en af de første kvinder som tog universitetsuddannelse i Britisk Indien og den første kvindelige indiske læge uddannet i europæisk medicin. Efter studier i Indien rejste hun i 1892 til Storbritannien og studerede der medicin i Glasgow, Edinburgh og Dublin. 
Efter fuldførte studier rejste hun tilbage til Indien og åbnede siden egen praksis.